# Gymnidium cuneatum
Gymnidium cuneatum is een rechtvleugelig insect uit de familie Lentulidae. De wetenschappelijke naam van deze soort is voor het eerst geldig gepubliceerd in 1944 door Rehn.